# Ángel Urrutia Iturbe
Ángel Urrutia Iturbe (Lecumberri, 20 de octubre de 1933 - Pamplona, 11 de mayo de 1994) fue un poeta, editor y promotor cultural navarro.

## Biografía
Ángel Urrutia, nacido en el seno de una familia humilde, en Lecumberri (Navarra) fue el sexto de ocho hermanos. En marzo de 1938, cuando aún no había cumplido los cinco años, ocurrió algo que marcó el futuro de toda la familia y que quedó reflejado en la obra del  poeta, su padre murió de una peritonitis a los 45 años. En 1944 ingresa en el Seminario de los Paúles de Pamplona, donde comienza a estudiar Humanidades. Continúa su formación en los seminarios de Limpias (Santander), Hortaleza (Madrid), y Cuenca, donde en 1955 y ya realizando estudios de Teología, decide no ordenarse sacerdote. Debido a esto, y tras realizar el Servicio Militar en Sanidad (Madrid, 1956), regresa a Navarra. El paso por los seminarios, entre otras cuestiones, le sirve para adquirir cultura humanística y comenzar su contacto con la Literatura.
El 23 de abril de 1957 conoce a Inatxi Galarza, de su mismo pueblo, Lecumberri, y comienzan su relación y noviazgo. Con ella contraerá matrimonio el 10 de octubre en Pamplona. Inatxi Galarza será muy importante en la vida del poeta, puesto que ofreció apoyo y ánimo incondicional a su marido tanto en los avatares de la vida como en los de la creación artística, y comprendió que el arte y la creación eran una necesidad vital para él. Urrutia le dedica a ella una parte importante de su obra poética (Milquererte, Mujer, azul de cada día, etc.).
Comienza a trabajar en Pamplona, primero como guarda de parques y jardines (1957), después en la empresa farmacéutica Penibérica (1958-1972), muy importante además para su desarrollo como poeta puesto que allí conoce a José Luis Amadoz, psiquiatra y poeta. De allí pasa a trabajar como librero a la librería Galería Artiza (1972), que le facilita mayor contacto con el mundo literario, para terminar su vida laboral como contable en una empresa de calzado a finales de la década de 1970. En 1992 se manifiestan los primeros síntomas de su enfermedad (cáncer de colon), a pesar de lo cual prepara dos antologías que serán las dos últimas obras que publique (Poemas a Euskal Herria-Euskal Herriari Olerkiak y De Navarra a Compostela. Guía Lírica del Camino de Santiago). En febrero de 1994 ingresa en la clínica San Juan de Dios (Pamplona) donde permanece hasta morir el 11 de mayo de ese mismo año. Es enterrado en el cementerio de Pamplona.

## Trayectoria
Tras realizar estudios de Humanidades, Filosofía y Teología en diversos seminarios de los Padres Paúles, se instala en Pamplona donde continuará su formación como lector y escritor de manera autodidacta. En la revista Signo (30-12-1955) aparece su primer poema publicado. Pregón (revista de Navarra) le publica diversos poemas entre 1957 y 1979. Toma parte en la fundación de Editorial Morea, con Hilario Martínez Úbeda, José Luis Amadoz y Jesús Górriz, en 1963, donde aparecerán sus poemarios Corazón escrito (1963) y Sonetos para no morir (1965).
Hace algunos programas de radio para difundir, sobre todo, la creación poética de Navarra. Entre los años 1963 y 1964 prepara para Radio Requeté el programa Papel de Primavera, y entre 1964 y 1965 Invitación a la poesía en Radio Cope. A finales de 1976, gracias al respaldo económico de la Caja de Ahorros Municipal de Pamplona (CAMP) y de Miguel Javier Urmeneta, Ángel Urrutia junto con Jesús Górriz, José Luis Amadoz, Jesús Mauleón y Víctor Manuel Arbeloa, fundan Río Arga, revista navarra de poesía. 
En 1990 nace Medialuna Ediciones, fruto de los trabajos de un grupo de poetas a cuya cabeza se encuentra Urrutia, para editar poesía. Entre otros reconocimientos a su trabajo en favor de la cultura y la poesía, destaca el "Grupo de Poesía Ángel Urrutia" del Ateneo navarro-Nafar ateneoa.

## Estilo
"El puente a una nueva época lo tendió Ángel Urrutia, que escribía unos versos tirando a desarraigados [...]. Era un vanguardista a su manera [...] un poeta sin canon ni escuela, simplemente urrutiano" explica José María Romera. Entre las características más destacables de su obra se puede mencionar: empleo de neologismos y diversos juegos con las palabras, mezclas de léxicos técnicos heterogéneos, abundancia de metáforas, símbolos y otros tropos, elementos surrealistas; uso de diferentes posibilidades métricas, con clara preponderancia de heptasílanos y endecasílabos, y versículos (silva libre impar); gusto por la rima asonante; caligramas.
Entre los temas que trata se encuentran: la poesía y la creación literaria y artística, el amor, la vida (el sufrimiento tanto como la lucha por el optimismo), la naturaleza humana (humanidad y tendencia a la sublimación). Resultan interesantes y sorprendentes sus perspectivas, su enfoque sobre diferentes ámbitos de la vida. Algunos versos pueden ilustrarlo: "yo hice la libertad de las gaviotas una tarde de sal / y encendí un remo azul para mis alas. / Ahora tengo miedo del mar." (Me clavé una agonía, "Cómo crece un naufragio"); "tan solo los poetas hicieron con la muerte un corazón en pie" (Me clavé una agonía, "Entierro del arcoiris"); "Quiero hablar con tus pies de mis caminos" (Milquererte, "El sexo de tu alma").

## Obras

### Libros de poesía
- Corazón escrito (1963, Editorial Morea), Pamplona.
- Sonetos para no morir (1965, Editorial Morea), Pamplona.
- Mujer, azul de cada día (1972, Galería Artiza), Pamplona.
- Me clavé una agonía (1979, Edición del autor, Prólogo de Carmen Conde).
- Milquererte (1982, Rondas), Barcelona.
- Poemarios completos. Otros poemas (2005, Cénlit Ediciones), Pamplona.

### Antologías de obras de otros/as poetas
- Antología de la poesía navarra actual (1982, Príncipe de Viana), Pamplona.
- Homenaje a la madre. Antología poética del siglo XX (1984, E. autor), Burlada.
- Antología del agua. Poesía española y extranjera (1990), Pamplona.
- Poemas a Euskal Herria. Euskal Herriari Olerkiak (1992), Pamplona.
- De Navarra a Compostela. Guía lírica del Camino deSantiago (1993, Medialuna), Pamplona.

## Premios y reconocimientos

### Póstumos
- Premio de poesía Ángel Urrutia.[8]
- Recital poético - Homenaje en la Universidad Pública de Navarra, 27 de abril de 2004.[9][10]